# Dichomyces inaequalis
Dichomyces inaequalis är en svampart som beskrevs av Thaxt. 1894. Dichomyces inaequalis ingår i släktet Dichomyces och familjen Laboulbeniaceae.   Inga underarter finns listade i Catalogue of Life.